# There’ll Be Some Changes Made
There’ll Be Some Changes Made ist ein Popsong von Benton Overstreet (Musik) und Billy Higgins (Text), der 1921 veröffentlicht wurde. Mit zahlreichen Coverversionen wurde der Song zu einem populären Jazzstandard.

## Hintergrund
There’ll Be Some Changes Made entstand in der Ära der Tin Pan Alley und gehörte zu Liedern wie I Can’t Get Started, How Long Has This Been Going On? oder It Never Entered My Mind, deren Songtext auf damals populären Redewendungen basierte. Ähnlich wie auch in After You’ve Gone (1918) schwört in There’ll Be Some Changes Made eine zurückgewiesene Geliebte, sich zu ändern: „Ain’t nothin’ ’bout me gonna be the same.“

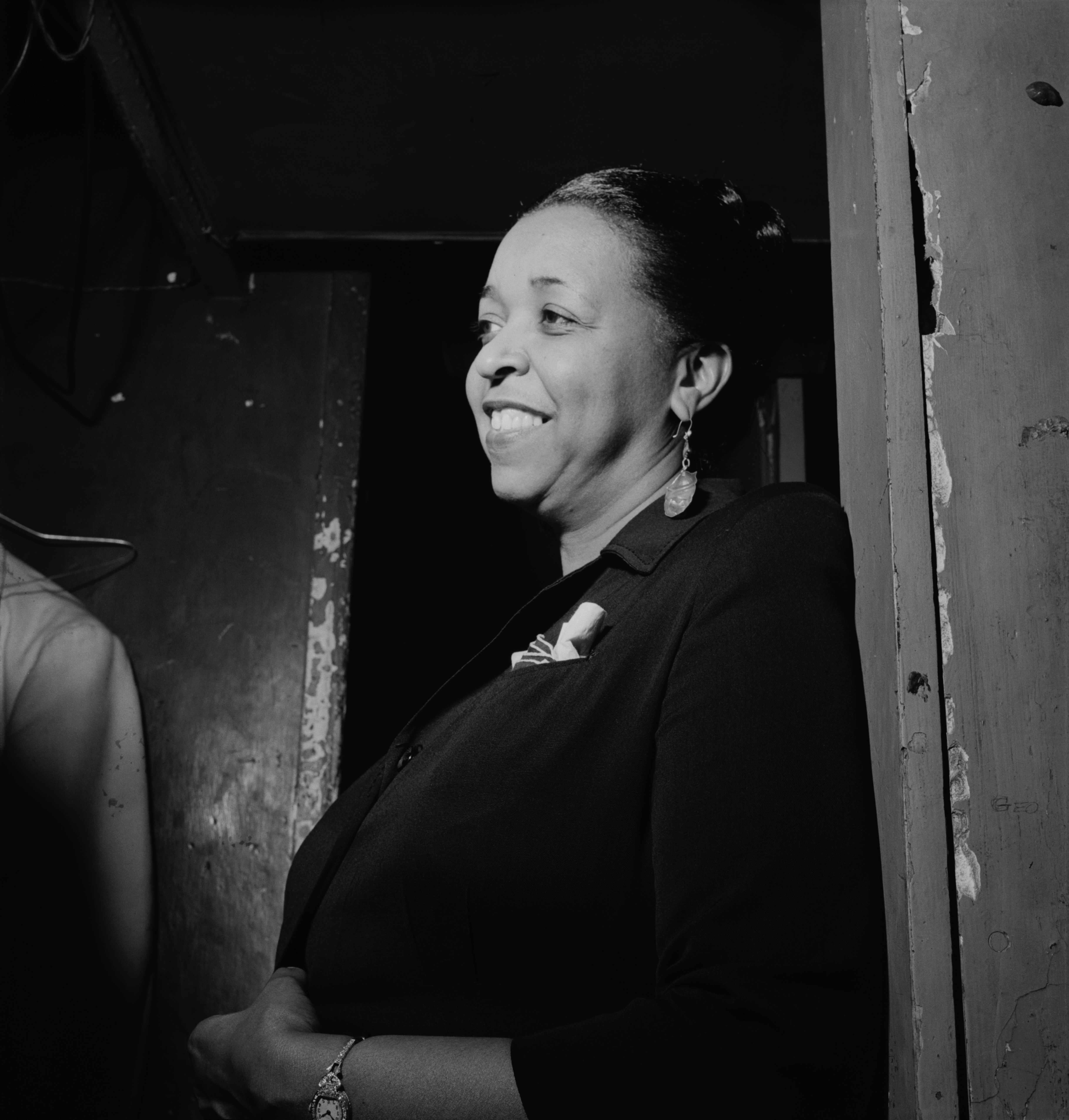
Ethel Waters (zw. 1938 und 1948)
(Ausschnitt aus einem Foto von William P. Gottlieb)

## Coverversionen
Zu den frühesten Aufnahmen des Lieds gehört die Version von Ethel Waters für Black Swan Records vom August 1921, begleitet von Garvin Bushell (Klarinette) und Fletcher Henderson (Piano); Waters kam mit dem Song Ende 1921 auf #5 der US-Hitparaden. Es folgten in den 1920er-Jahren Aufnahmen u. a. von Ted Lewis, Red McKenzie und Eddie Lang, in den 1930ern und 1940er-Jahren u. a. auch von Art Hodes (in einer der frühen Blue-Note-Sessions), Eddie Condon, Chick Bullock, Clarence Profit, Ted Weems, Gene Krupa and His Orchestra  und Mildred Bailey.
Im Bereich des Jazz wurde der Song zu einem viel gespielten Jazzstandard; Tom Lord listet 536 Coverversionen des Titels u. a. von den Boswell Sisters, Billie Holiday, Marion Harris, Fats Waller (1935), Little Willie Jackson und Frank Sinatra. Benny Goodman gelangte mit seiner Version von 1941 auf Platz eins der US-Charts, wo er vier Wochen blieb. Gene Krupa konnte wenige Wochen später mit der Aufnahme für Okeh Records an diesen Erfolg anschließen (#12). Chet Atkins und Mark Knopfler nahmen den Song 1990 auf. Ebenso gibt es eine neue Version aus dem Soundtrack Boardwalk Empire Volume 2: Music From The HBO Original Series von Kathy Brier, Vince Giordano & The Nighthawks.